# میمون دماغ‌سربالای خاکستری
میمون دماغ‌سربالای خاکستری (نام علمی: Rhinopithecus brelichi) نام یک گونه از تیره میمون بر قدیم است.